# Revel-Tourdan
Revel-Tourdan é uma comuna francesa na região administrativa de Auvérnia-Ródano-Alpes, no departamento de Isère. Estende-se por uma área de 11,62 km². Em 2010 a comuna tinha 1 078 habitantes (densidade: 92,8 hab./km²).